# أديلايد أوفال
أديلايد أوفال هو ملعب رياضي يقع في أديلايد، جنوب أستراليا، أستراليا، يتسع لجلوس 53،583 متفرج. تم افتتاحه في 1871.

## معرض صور

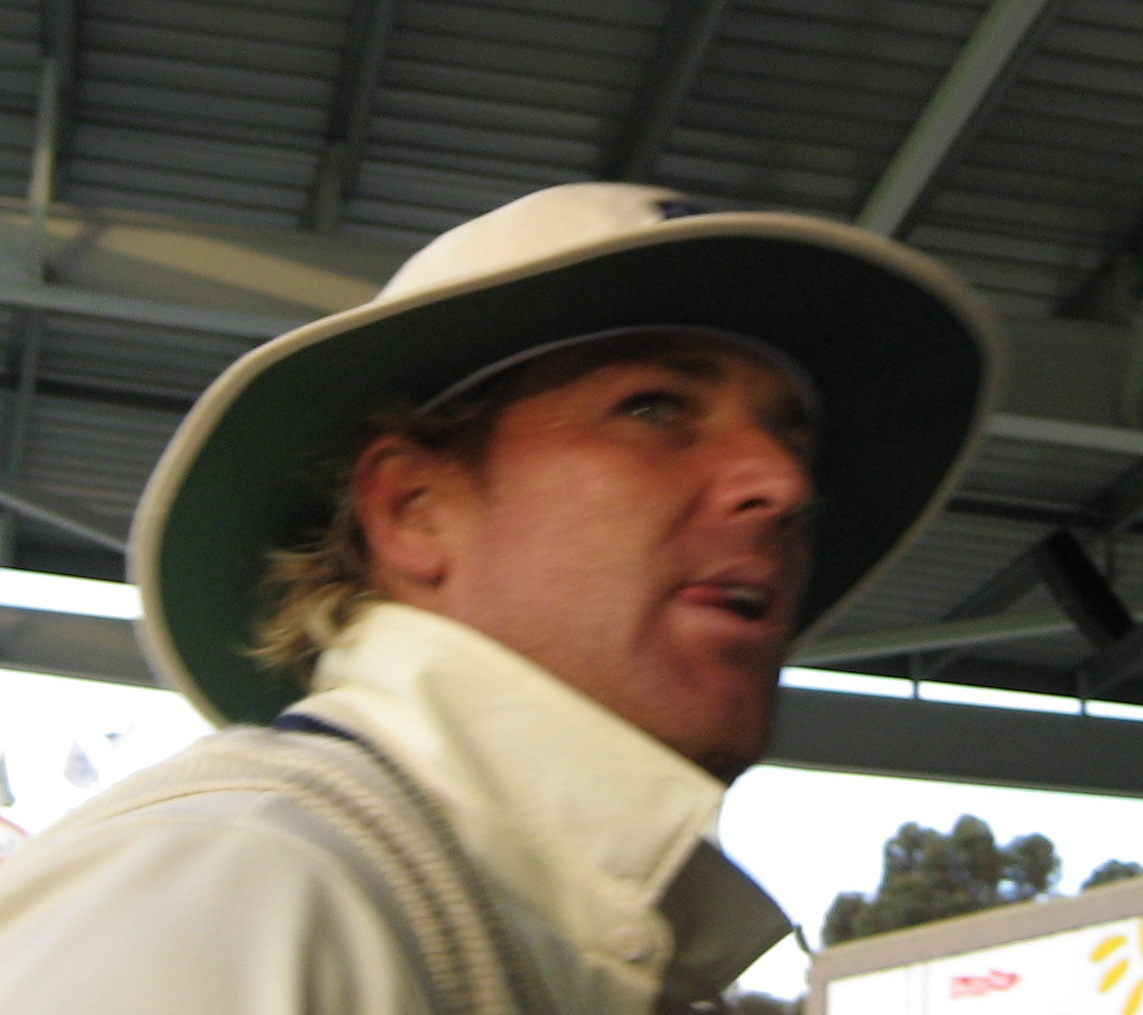
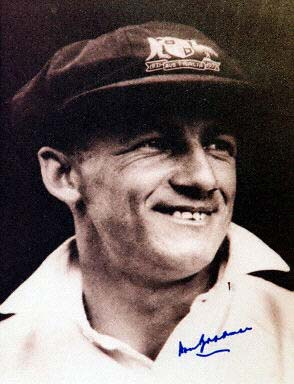
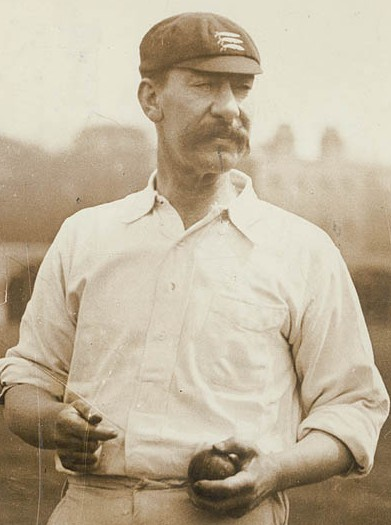
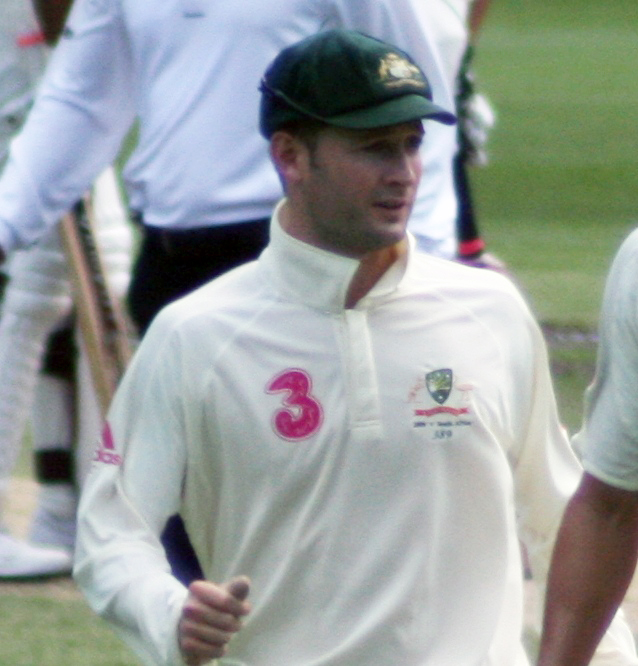
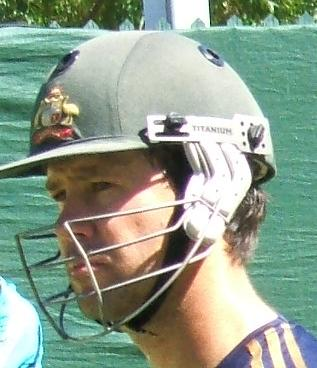

## أهم الأحداث التي استضافها
- كأس العالم للرغبي 2003

## وصلات خارجية
- الموقع الرسمي